# 제23경비여단
제23경비여단(第二十三警備旅團, 상징명칭: 철벽부대)는 강원특별자치도 삼척시에 있는 대한민국 육군의 여단이다. 보병 위주의 동해안 해안 경계 부대이다.

## 역사
경비여단창설준비단 시기를 거쳐 2021년 9월 1일 창설되었으며, 기존 제23보병사단 예하 부대를 사단 해체 일정에 맞춰 차례대로 인계 받아 전력화를 완료하였다.

## 여단장
1. 준장 이봉철 (3사 25기)  2021년 9월 1일 ~ 2022년 12월
2. 준장 최용석 (학군 30기) 2022년 12월 ~ 2023년 12월
3. 준장 임상진 (육사 49기) 2023년 12월 ~ 현재

## 편성

### 예하 부대
- 여단본부 (본부 및 참모부)
- 제1경비대대 "청룡"(靑龍)[2]
- 제2경비대대 "쌍룡"(雙龍)[3]
- 제3경비대대 "최강"(飛馬)[4]
- 제4경비대대 "불사조"(飛虎)[5]
- 여단 직할대
  - 여단 본부대
  - 기동중대
  - 의무중대
  - 통신중대
  - 전투지원중대
  - 군수지원대대
  - 해안감시장비운용대
  - 예비군훈련대

### 소속
- 제8군단, 2021년
- 제3군단, 2023년